# Pitkäjärvi (sjö i Ylöjärvi, Birkaland, 61,96 N, 23,61 Ö)
Pitkäjärvi är en sjö i kommunen Ylöjärvi i landskapet Birkaland i Finland. Arean är 41 hektar och strandlinjen är 6,2 kilometer lång. Sjön  ingår i Kumo älvs huvudavrinningsområde.   Den ligger omkring 51 kilometer norr om Tammerfors och omkring 210 kilometer norr om Helsingfors. 